# Київ-Ліски
Київ-Ліски — проміжна залізнична станція 1-го класу Київського залізничного вузла Південно-Західної залізниці. Розташована у Дніпровському районі Києва, поблизу місцевостей ДВРЗ та Стара Дарниця, біля вулиці Олекси Довбуша.
Станція виконує суто вантажні функції, обслуговує Український державний центр транспортного сервісу «Ліски», що займається основними видами вантажних перевезень за кордон та з-за кордону, має власний диспетчерський пост управління, але не централізована. Всі стрілочні переводи з ручними перевідними механізмами. Також відсутнє автоблокування.

## Історія
Станція відкрита на початку 1990-х років, у зв'язку зі створенням на місці вантажного двору станції Дарниця Українського державного центру транспортного сервісу «Ліски». Має вигляд відгалуження на північ від сортувального парку Ліски станція Дарниця (лінії Дарниця — Ніжин).
6 липня 2020 року на станцію Київ-Ліски прибув перший поїзд з міста Ухань, що розташоване в провінції Хубей Китайської Народної Республіки. У складі поїзда перевезено 43 сорокафутових контейнери з сульфатом магнію, обладнанням, алюмінієвими рамами, одноразовими шприцами, флаконами ПЕТ, іншими виробами легкої промисловості.
Маршрут поїзда пролягав через території чотирьох країн і склав понад 9,5 тис. км. Прямі контейнерні поїзди з Китаю стають регулярним сервісом. Це вже другий поїзд, який привіз до України китайські товари. Розрахунковий час на подолання цієї відстані складає близько 15 діб. Це показник, який забезпечить конкурентність сухопутного маршруту перевезень китайського товару в Україну порівняно з іншими логістичними рішеннями. Заплановано, що поїзди з КНР курсуватимуть щотижнево з подальшим збільшенням періодичності. Раніше територією України залізничним транспортом здійснювались лише транзитні перевезення вантажів у сполученні Китай — країни Західної Європи — Китай.
28 вересня 2021 року від залізничної станції Київ-Ліски вирушив перший в історії незалежної України прямий контейнерний поїзд до Китаю з експортним вантажем, в складі контейнерного поїзда за маршрутом Київ — Сіань вирушили 43 сорокафутових контейнери з вантажем пиломатеріалів. Організаторами історичного рейсу виступили ТОВ «Схід Лайн», АТ «Укрзалізниця», філія Укрзалізниці ЦТС «Ліски» за допомогою ТОВ «Будівництво та експлуатація порту вільної торгівлі в Сіані».
15 листопада 2021 року з Китаю до України відправлено другий контейнерний поїзд альтернативним маршрутом, що передбачає використання залізничного та морського транспорту (через Владивосток, станція Мис Чуркін), який здолав маршрут руху за 7 діб. У складі поїзда 31 платформа з 40-футовими контейнерами.
6 січня 2022 року відправлено контейнерний поїзд, маршрут якого пролягає через Бєлгород (Росія), Наушки (Росія), Замин-Ууд / Ерлянь (Монголія / Китай). Маршрут прокладений замість Казахстану (у зв'язку з буремними подіями та антитерористичною операцією в країні), через Монголію. Кінцевий пункт маршруту — місто Цзінань, що розташоване у китайській провінції Шаньдун, приблизно за 400 км на південь від Пекіна. Компанія «ЕУ Транс», яка є вантажовідправником, до Китаю з України відправила 43 завантажені контейнери з пиломатеріалами також на 31 платформі.
31 березня 2023 року вирушив в рамках тестового експерименту у перший рейс за маршрутом Київ-Ліски — Чоп контрейлерний вагон для фінального затвердження тимчасової схеми навантаження та подальшого розвитку контрейлерних перевезень. Тестовий рейс виконувався на спеціалізованій контрейлерній платформі філії Укрзалізниці — Центр транспортного сервісу «Ліски» з додатково обладнаним місцем для кріплення автомобільного вантажного напівпричепа.